# Mairis Briedis
Mairis Briedis (* 13. ledna 1985) je lotyšský profesionální boxer. Je trojnásobným mistrem světa v těžké váze, v letech 2020 až 2022 držel titul IBF, v letech 2017 až 2018 titul WBC a roku 2019 též titul WBO. Je prvním Lotyšem, který získal titul profesionálního mistra světa v boxu. V profesionálním ringu působí od roku 2009, má na svém kontě 30 zápasů, z toho 28 vyhrál (20 KO) a dva prohrál. Věnoval se i kickboxu, v němž se stal amatérským mistrem Evropy v roce 2008. Ze světového šampionátu má dva bronzy (2005, 2007). V roce 2017 mu byl udělen Řád tří hvězd.